# Diócesis de Ōita
La diócesis de Ōita (en latín: Dioecesis Oitaen(sis) y en japonés: カトリック大分司教区) es una circunscripción eclesiástica latina de la Iglesia católica en Japón, sufragánea de la arquidiócesis de Nagasaki. La diócesis tiene al obispo Sulpizio Shinzo Moriyama como su ordinario desde el 5 de abril de 2022.

## Territorio y organización

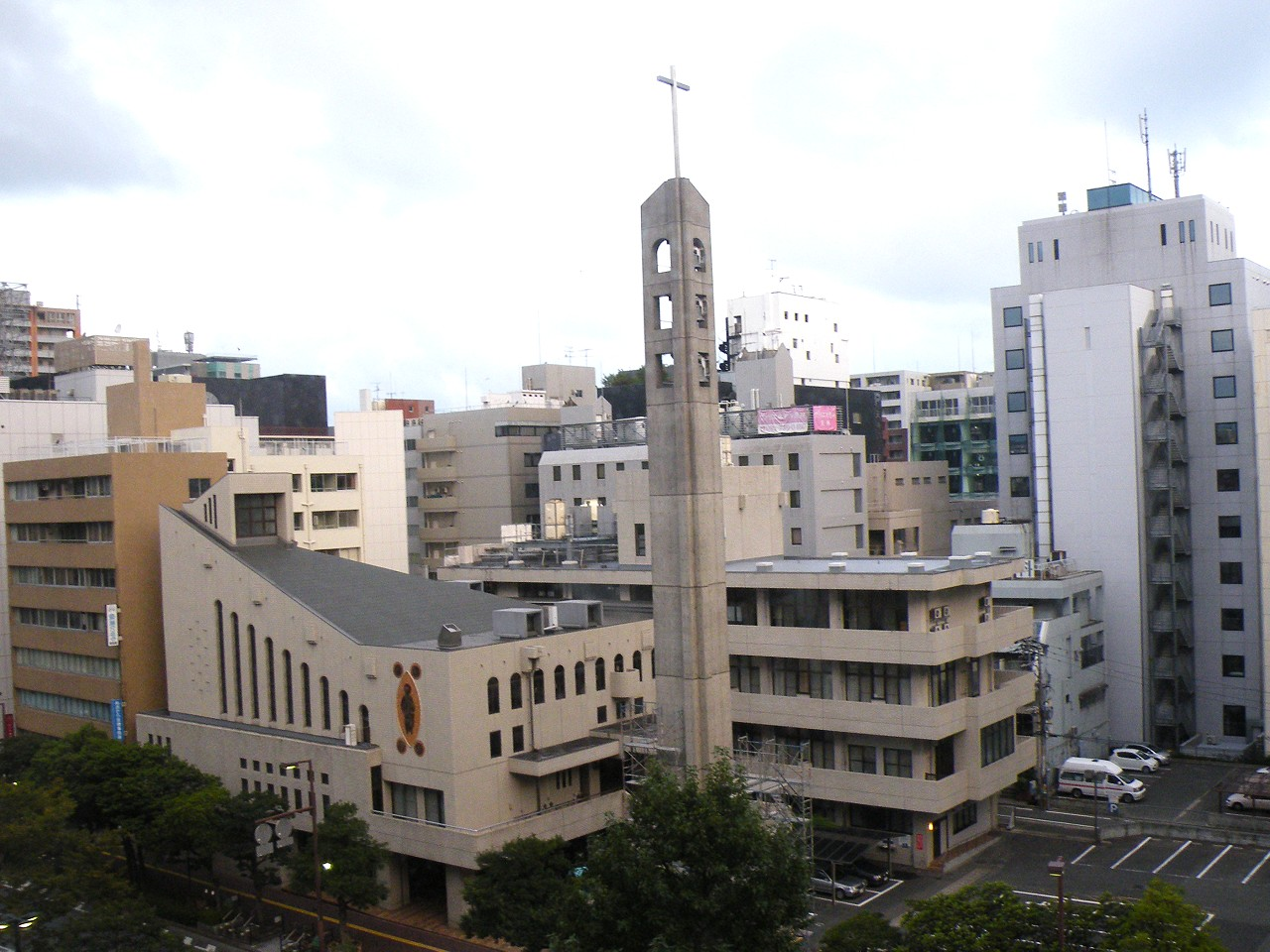
Iglesia Católica Daimyomachi (Centro de la Catedral de Fukuoka)

La diócesis tiene 14 076 km² y extiende su jurisdicción sobre los fieles católicos de rito latino residentes en las prefecturas de Ōita y Miyazaki de la región de Kyūshū.
La sede de la diócesis se encuentra en la ciudad de Ōita, en donde se halla la Catedral de San Francisco Javier.
En 2019 en la diócesis existían 26 parroquias.
La diócesis limita al noreste con las diócesis de Hiroshima y Takamatsu, al suroeste con la diócesis de Kagoshima y al oeste con la diócesis de Fukuoka.

## Historia
La misión sui iuris de Miyazaki fue erigida el 27 de marzo de 1928 con el breve Supremi apostolatus del papa Pío XI, obteniendo el territorio de la diócesis de Fukuoka.
El 28 de enero de 1935 la misión sui iuris fue elevada a prefectura apostólica con la bula Ad potioris dignitatis del papa Pío XI.
El 22 de diciembre de 1961, como resultado de la bula Quae universo del papa Juan XXIII, la prefectura apostólica fue elevada a diócesis y tomó su nombre actual.

## Estadísticas
De acuerdo al Anuario Pontificio 2020 la diócesis tenía a fines de 2019 un total de 5974 fieles bautizados.
| Año                                                                             | Población            | Población | Población      | Sacerdotes | Sacerdotes    | Sacerdotes    | Bautizados por sacerdote | Diáconos permanentes | Religiosos | Religiosos | Parroquias |
| Año                                                                             | Bautizados católicos | Total     | % de católicos | Total      | Clero secular | Clero regular | Bautizados por sacerdote | Diáconos permanentes | Varones    | Mujeres    | Parroquias |
| ------------------------------------------------------------------------------- | -------------------- | --------- | -------------- | ---------- | ------------- | ------------- | ------------------------ | -------------------- | ---------- | ---------- | ---------- |
| 1950                                                                            | 2950                 | 3 000     | 0.1            | 23         | 1             | 22            | 128                      |                      | 22         | 45         | 8          |
| 1969                                                                            | 6055                 | 2 234 804 | 0.3            | 49         | 5             | 44            | 123                      |                      | 55         | 151        | 21         |
| 1980                                                                            | 5750                 | 2 366 070 | 0.2            | 58         | 6             | 52            | 99                       |                      | 60         | 212        | 27         |
| 1988                                                                            | 5452                 | 2 424 301 | 0.2            | 62         | 7             | 55            | 87                       |                      | 72         | 230        | 43         |
| 1999                                                                            | 5892                 | 2 404 645 | 0.2            | 61         | 11            | 50            | 96                       |                      | 69         | 257        | 27         |
| 2000                                                                            | 5931                 | 2 402 071 | 0.2            | 106        | 52            | 54            | 55                       |                      | 76         | 250        | 27         |
| 2001                                                                            | 5954                 | 2 399 655 | 0.2            | 55         | 9             | 46            | 108                      |                      | 64         | 263        | 27         |
| 2002                                                                            | 5939                 | 2 387 965 | 0.2            | 50         | 9             | 41            | 118                      |                      | 61         | 266        | 26         |
| 2003                                                                            | 5816                 | 2 386 818 | 0.2            | 57         | 11            | 46            | 102                      |                      | 66         | 251        | 27         |
| 2004                                                                            | 5764                 | 2 368 659 | 0.2            | 58         | 11            | 47            | 99                       |                      | 65         | 238        | 26         |
| 2013                                                                            | 6162                 | 2 310 308 | 0.3            | 50         | 15            | 35            | 123                      | 3                    | 53         | 219        | 26         |
| 2016                                                                            | 6037                 | 2 292 454 | 0.3            | 47         | 16            | 31            | 128                      | 3                    | 48         | 219        | 26         |
| 2019                                                                            | 5974                 | 2 221 236 | 0.3            | 41         | 16            | 25            | 145                      | 3                    | 38         | 213        | 26         |
| Fuente: Catholic-Hierarchy, que a su vez toma los datos del Anuario Pontificio. |                      |           |                |            |               |               |                          |                      |            |            |            |

En 2016 hubo 34 bautizos.

### Vida consagrada
En el territorio de la diócesis desempeñan su labor carismática 48 religiosos (de los cuales 31 son sacerdotes) y 219 religiosas, de diferentes institutos de vida consagrada y sociedades de vida apostólica. Algunos de ellos se originaron en la diócesis, tales como las Hermanas de la Caridad de Jesús, fundadas por el misionero italiano Antonio Cavoli en 1937, en Miyazaki.

## Episcopologio
- Vincenzo Cimatti, S.D.B. † (1 de agosto de 1928-21 de noviembre de 1940 renunció)
  - Sede vacante (1940-1961)[8]
- Peter Saburo Hirata, P.S.S. † (22 de diciembre de 1961-15 de noviembre de 1969 nombrado obispo de Fukuoka)
- Peter Takaaki Hirayama (15 de noviembre de 1969-10 de mayo de 2000 retirado)
- Dominic Ryōji Miyahara (10 de mayo de 2000-19 de marzo de 2008 nombrado obispo de Fukuoka)
  - Sede vacante (2008-2011)
- Paul Sueo Hamaguchi † (25 de marzo de 2011-28 de diciembre de 2020 falleció)
- Sulpizio Shinzo Moriyama, desde el 5 de abril de 2022